# Ithevon
Ithevon (Itaewon) Dél-Korea fővárosának, Szöulnak az egyik negyede, mely nem hivatalos közigazgatási terület. A negyed a helyiek és a külföldiek körében is népszerű szórakozóhely, éjszakai életéről és éttermeiről, klubjairól ismert. A koreai háború után a területet eredetileg a közelben állomásozó amerikai katonák igényeinek kielégítésére alakították ki, ezért épültek itt az őket kiszolgáló bárok, éttermek, boltok és klubok. Itt található a legtöbb mecset, mivel sok külföldi él a negyedben.

## Etimológiája
A terület a nevét eredetileg a Csoszon (Joseon)-korban itt épült azonos nevű fogadóról kapta. A mai Ithevon (Itaewon) a területen található körtefákról kapta a nevét. A történelem során számos handzsával írták le a kiejtett nevet (梨泰院, 李泰院, 異胎院).

## A populáris kultúrában
A JYP és Ju Szejun (Yu Seyun) előadók alkotta UV nevű duó Itaewon Freedom címmel adott ki dalt 2011-ben. A dal címe és dalszövege is arra utal, hogy a koreai felfogás szerint Ithevon (Itaewon) nyitott légkörű terület, szemben a hagyományos, konzervatív koreai kultúrával.
Ebben a városnegyedben játszódik a Bosszúra éhesen (angol címén Itaewon Class) című sorozat.